# Пашић
Пашић је јужнословенско презиме настало од Паша. Значајни људи са овим презименом су:
- Илијас Пашић (1934–2015), фудбалер и тренер у пензији
- Никола Пашић (1845–1926), политичар и дипломата
- Предраг Пашић (1958), босански фудбалер у пензији
- Феликс Пашић (1939–2010), позоришни и књижевни критичар, публициста, новинар и преводилац